# Aldrith Quintero
Aldrith Ivana Quintero Humphries (nacida el 1 de enero de 2002) es una futbolista profesional panameña que juega como mediocampista en el club Al-Hilal en la Primera División de Arabia Saudita.

## Trayectoria

### Tauro FC
Se unió al Tauro FC en el 2017 a los inicios de la Liga de Fútbol Femenino disputó varios torneos con el club.

### RUT Tacuense
El 16 de julio de 2020 fue anunciada como nueva jugadora del Real Unión de Tenerife Tacuense. Jugó con el club la Tercera División Femenina de España en la temporada 2020-21 y la temporada 2021-22.

### Tauro FC
A mitad del 2022 regresó al Tauro FC, saliendo campeona de la Liga de Fútbol Femenino 2022.

### Alhama ElPozo
El 28 de diciembre de 2022 fue anunciada como nueva jugadora del Alhama ElPozo. Disputó con el club la mitad de la Primera División Femenina de España 2022-23 y la Copa de la Reina de fútbol 2022-23.

### FC Fleury 91
El 13 de junio de 2023 fue anunciado como nueva jugadora del FC Fleury 91 de la Division 1 Féminine. Debutó con el club el 16 de septiembre de 2023 en victoria 3 a 1 contra el En Avant de Guingamp en donde entró al minuto 65' de cambio por la polaca Dominika Kopiska y al 69' brindó su primera asistencia para la anotación de Ewelina Kamczyk y así tener un impacto inmediato en el onceno dirigido por Fabrice Abriel.

## Selección nacional

### Categorías inferiores
Fue convocado por la selección sub-20 de Panamá para disputar el Campeonato Femenino Sub-20 de la Concacaf de 2022.

### Selección absoluta
Quintero apareció en cinco partidos para Panamá en el Campeonato Femenino CONCACAF 2018. Clasificó con la selección para el Copa Mundial Femenina de Fútbol de 2023. Disputó con la selección la Copa Mundial Femenina de Fútbol de 2023.

### Goles internacionales
| Goles internacionales | Goles internacionales | Goles internacionales                       | Goles internacionales | Goles internacionales | Goles internacionales | Goles internacionales |
| Núm.                  | Fecha                 | Lugar                                       | Rival                 | Gol                   | Resultado             | Competición           |
| --------------------- | --------------------- | ------------------------------------------- | --------------------- | --------------------- | --------------------- | --------------------- |
| 1                     | 8 de octubre de 2022  | Estadio Rodrigo Paz Delgado, Quito, Ecuador | Ecuador               | 0–1                   | 0-1                   | Amistoso              |

## Clubes
| Club          | País           | Año           |
| ------------- | -------------- | ------------- |
| Tauro FC      | Panamá         | 2017-20       |
| RUT Tacuense  | España         | 2020-22       |
| Tauro FC      | Panamá         | 2022          |
| Alhama ElPozo | España         | 2022-23       |
| FC Fleury 91  | Francia        | 2023-24       |
| Al-Hilal      | Arabia Saudita | 2024-presente |

## Palmarés

### Títulos nacionales
| Título           | Club     | País   | Año  |
| ---------------- | -------- | ------ | ---- |
| Primera División | Tauro FC | Panamá | 2022 |